# Matthias Herrmann (Archivar)
Matthias Herrmann (* 13. Februar 1961 in Dresden; † 2. Oktober 2007 in Pulsnitz) war ein deutscher Archivar, Historiker, Buchautor und von 1999 an Vizepräsident der Oberlausitzischen Gesellschaft der Wissenschaften e. V.

## Leben
Herrmann wuchs in Cunnersdorf bei Kamenz auf. Nach dem Abitur an der Kamenzer Lessingschule und einem dreijährigen Wehrdienst studierte er von 1983 bis 1988 Archivwissenschaft an der Humboldt-Universität zu Berlin. Anschließend wirkte der Diplom-Archivar als wissenschaftlicher Assistent am Lehrstuhl für Archivwissenschaft der Humboldt-Universität bei Botho Brachmann. 1991 wurde Herrmann zum Leiter des Stadtarchivs in Kamenz berufen und 1993 zum Vorsitzenden des Kamenzer Geschichtsvereins gewählt. 1994 legte er seine Dissertationsschrift Das Reichsarchiv 1919–1945 vor und promovierte 1995 zum Dr. phil. Von 2006 bis zu seinem Tod leitete Herrmann das Kamenzer Lessingmuseum.
Matthias Herrmann wurde 1996 in das Präsidium und drei Jahre später zum Vizepräsidenten der Oberlausitzischen Gesellschaft der Wissenschaften gewählt. In den Jahren 1999 und 2000 führte Herrmann die Amtsgeschäfte des Präsidenten. Seit 1998 war er verantwortlicher Redakteur des Neuen Lausitzischen Magazins. Auf seine Initiative wurde der Hermann-Knothe-Preis der Oberlausitzer Sechsstädte für Nachwuchswissenschaftler geschaffen, der erstmals 2007 vergeben wurde.
Herrmann organisierte und leitete mehrere internationale Tagungen zur Geschichte der Oberlausitz. Dabei förderte er die Zusammenarbeit mit polnischen und tschechischen Wissenschaftlern. Sein besonderer Forschungsschwerpunkt lag in der Geschichte der Stadt Kamenz und ihrer Umgebung.
Das Kamenzer Stadtarchiv wurde zum 1. Januar 2006 dem Lessing-Museum unterstellt. Ein halbes Jahr später übernahm Herrmann die Stelle des Museumsleiters.
Herrmann war verheiratet und hatte drei Kinder. Er starb an einer Krebserkrankung. Seine letzte Ruhestätte fand er am 6. Oktober 2007 auf dem Friedhof seines Heimatortes Cunnersdorf.

## Publikationen
- Kamenz: Geschichten – Gestalten – Geschichte. Tykve, Böblingen 1992, ISBN 3-925434-63-1
- 650 Jahre Sechsstädtebund der Oberlausitz. Kamenzer Geschichtsverein, Kamenz 1997, ISBN 3-932890-02-7
- Die Lessingstadt Kamenz und ihre Umgebung. Kamenz-Information, Kamenz 1997, ISBN 3-932890-00-0
- Pönfall der Oberlausitzer Sechsstädte. Kamenzer Geschichtsverein, Kamenz 1999, ISBN 3-932890-03-5
- Kamenz. Sutton, Erfurt 2001, ISBN 3-89702-199-4, 2. Auflage, 2006, ISBN 978-3-89702-988-0
- Kamenz im Jahre 1998. Auszüge aus der Chronik. Stadtarchiv, Kamenz 2002, ISBN 3-932890-08-6
- Blauer Rauch über dem Herrental. Zur Geschichte des Nebenlagers Kamenz des KZ Groß-Rosen. Kamenzer Geschichtsverein, Kamenz 2003, ISBN 3-932890-09-4
- Oberlausitz: Beiträge zur Landesgeschichte / Wissenschaftliches Symposium zum 100. Todestag von Hermann Knothe. hrsg. von Matthias Herrmann und Danny Weber, Oettel, Görlitz 2004, ISBN 3-932693-94-9
- Das Reichsarchiv (1919–1945): eine archivische Institution im Spannungsfeld der deutschen Politik, Kamenz: Stadtarchiv Kamenz 2019 (posthume Ausgabe seiner Dissertation, Humboldt-Universität zu Berlin, 1994), ISBN 978-3-910046-78-8.